# Family Circle Cup 1998
Family Circle Cup 1998 — жіночий тенісний турнір, що проходив на відкритих кортах з ґрунтовим покриттям Sea Pines Plantation у Гілтон-Гед-Айленді (США). Належав до турнірів 1-ї категорії в рамках Туру WTA 1998. Це був 28-й турнір і тривав з 30 березня до 5 квітня 1998 року.

## Фінальна частина

### Одиночний розряд
Аманда Кетцер —  Іріна Спирля 6–3, 6–4
- Для Кетцер це був єдиний титул за сезон і 13-й — за кар'єру.

### Парний розряд
Кончіта Мартінес /  Патрісія Тарабіні —  Ліза Реймонд /  Ренне Стаббс 3–6, 6–4, 6–4
- Для Мартінес це був 1-й титул за рік і 34-й — за кар'єру. Для Тарабіні це був єдиний титул за сезон і 12-й — за кар'єру.